# Ottilie Goeth
Ottilie Fuchs Goeth (* 27. Februar 1836 in Kölzow, heute Ortsteil von Dettmannsdorf; † 23. Mai 1926 auf der Goeth Ranch bei Cypress Mill, Blanco County, Texas) war eine deutsch-amerikanische Autorin.

## Leben
Ottilie Fuchs war eins von sieben Kindern des Pastors der Dorfkirche Kölzow Adolf Fuchs und seiner Frau Louise, geb. Rümcker (* 1809). Die Familie wanderte 1845 nach Texas aus. Zu Ehren ihres Abschieds schrieb August Heinrich Hoffmann von Fallersleben, der zu diesem Zeitpunkt in Mecklenburg auf dem Gut Hohenfelde im Exil lebte, am 10. Oktober 1845 das Abschiedslied Der Stern von Texas. Auch die Hoffmannsche Sammlung Texanische Lieder aus dem Folgejahr war durch Fuchs inspiriert, der auch in der (zur Umgehung der deutschen Zensurgesetze bewusst falschen) Verlagsangabe San Felipe de Austin Bei Adolf Fuchs & Co. genannt wird.
Im Dezember 1853 gelang es der Familie Fuchs, ihren Anspruch anerkennen zu lassen und den Lüder grant bei Marble Falls im Burnet County in Besitz zu nehmen. Die Familie gehörte damit zu den ersten Siedlern westlich des Colorado River (Texas).
Ottilie heiratete den Farmer und späteren Politiker Carl Alexander Goeth (1835–1912) und wurde Mutter von acht Kindern, von denen sechs das Erwachsenenalter erreichten.
Ihre Autobiographie erschien 1915 auf Deutsch in San Antonio unter dem Titel Was Grossmutter erzählt. Irma Goeth Guenther veröffentlichte 1969 eine englische Übersetzung Memoirs of a Texas Pioneer Grandmother, die 1982 in zweiter Auflage erschien. Das Werk, geschrieben im Stil des deutschen Bildungsromans, gilt als eins der wichtigsten Werke der texasdeutschen Literatur.

## Werke
- Was Großmutter erzählt von Ottilie Goeth, geb. Fuchs. Mit Ergänzungen aus den Erinnerungen von Louise Fuchs, geb. Romberg. Neudruck der Ausgabe San Antonio 1915, Buchholz in der Nordheide: Laugwitz 2007 (= Abschied von der alten Welt 2) ISBN 978-3-933077-21-0
- Memoirs of a Texas Grandmother (Was Grossmutter Erzaehlt) 1805–1915. Eakin Press, Burnet, TX 1982 ISBN 0-89015-341-8

Volltext